# Rivière Robin
Pour les articles homonymes, voir Robin.
La rivière Robin est un affluent de la rive droite de la rivière Lecompte dans le bassin versant du lac Parent. La rivière Robin coule dans Senneterre, dans la région administrative de l'Abitibi-Témiscamingue, au Québec, au Canada.
La partie inférieure de la rivière est comprise dans la Réserve de biodiversité projetée des Marais du lac Parent. 

## Géographie

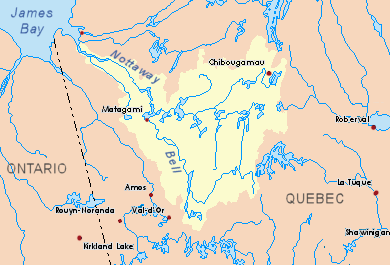
Bassin versant de la rivière Nottaway.

Les bassins versants voisins de la rivière Robin sont :
- côté nord : rivière Cuvillier, rivière Tonnancour ;
- côté est : lac Cuvillier, rivière O'Sullivan, rivière Wetetnagami ;
- côté sud : rivière Lecompte, rivière Delestres ;
- côté ouest : lac Parent, rivière Bell.

La rivière Robin prend naissance dans Senneterre, à l'embouchure d'un lac non identifié (altitude : 376 m). Ce lac de tête reçoit ses eaux de quelques zones de marais situées surtout à l'est et au nord.
À partir de l'embouchure du lac de tête, la rivière Robin coule sur environ 27 km selon les segments suivants :
- vers le sud-ouest, jusqu'à l'embouchure d'un lac non identifié (altitude : 388 m) sur sa pleine longueur ;
- vers le sud-est en formant un crochet vers l'est afin de recueillir les eaux de deux ruisseaux venant de l'est ; puis vers le sud-ouest, en traversant le lac Robin (altitude : 320 m) sur sa pleine longueur ;
- vers le sud-ouest, en traversant une zone de marais et un lac non identifié (laltitude : 342 m) jusqu'à la rive nord d'une petite baie adjacente à la baie Ignace ;
- vers l'ouest entre deux bandes de terre, puis vers le sud-ouest, en traversant la baie Ignace toujours entre deux bandes de terre, jusqu'à sa confluence[2].

La rivière Robin se déverse dans la rivière Lecompte au nord du centre-ville de Senneterre.

## Toponymie
Le toponyme rivière Robin a été officialisé le 5 décembre 1968 à la Commission de toponymie du Québec.